# 1 Pegasi
1 Pegasi è una stella situata a 154 anni luce dal sistema solare in direzione della costellazione di Pegaso.
La stella è una gigante arancione di classe spettrale K1 III di magnitudine apparente 4,08 e magnitudine assoluta 0,71. Il suo raggio è 12 volte quello solare, la temperatura superficiale di circa 4 600 K e la massa 1,6 volte quella del Sole..
1 Pegasi forma un sistema binario con una stella di magnitudine 8,4 separata da 36 secondi d'arco.
La secondaria è pure una gigante arancione, ma più debole, di nona grandezza, ed è a sua volta una binaria spettroscopica con un periodo orbitale di 3 anni.